# Antofagasta (província)
A Província de Antofagasta é uma província do Chile localizada na região de Antofagasta. Possui uma área de 67.813,5 km² (a maior da Região de Antofagasta) e uma população de 318.779 habitantes (2002). Sua capital é a cidade portuária de Antofagasta.
Limita-se ao norte com a província de Tocopilla; a leste com a província de El Loa e com a Argentina; a oeste com o Oceano Pacífico; e a sul com a província de Chañaral.

## Comunas
A província está dividida em 4 comunas: 
- Antofagasta
- Mejillones
- Sierra Gorda
- Taltal